# Archibracon deliberator
Archibracon deliberator är en stekelart som först beskrevs av Szepligeti 1905.  Archibracon deliberator ingår i släktet Archibracon och familjen bracksteklar. Inga underarter finns listade.